# Billy Ray Cyrus
Billy Ray Cyrus (født 25. august 1961) er en amerikansk countrysanger, skuespiller og sangskriver, der hjalp til med at gøre countrymusik til et verdensomspændende fænomen. Han har udgivet elleve studiealbums siden 1992, udgivet 38 singler, og er bedst kendt for sin nummer et single "Achy Breaky Heart", der blev den første single nogensinde til at få tredobbelt platin i Australien, og blev 1992's bedst sælgende single, i samme land. Takket være videoen, blev det mainstream at danse linedance. Billy Ray, den multi-platin sælgende musiker, har lavet i alt otte top-ti singler, der er kommet på Billboard Country Song chart. Hans mest succesfulde album til dato er debutalbummet "Some gave all", der blev anerkendt med 9 × Multi-Platinum i USA. Det blev derudover det album, der i længst tid, lå som nummer et på Billboard 200 og samtidig det album med flest sammenhængende uger på toppen af hitlisterne i SoundScan Era. Det er det eneste album, af alle genrer i SoundScan Era, der har ligget 17 uger i træk som nummer et, og samtidig med et top-placeret debutalbum af en mandlig countrysanger.
I tv-serien Hannah Montana spiller han Miley Stewarts/Hannah Montanas far. Rollen som Miley Stewart/Hannah Montana spilles af Cyrus' egen datter, Miley Cyrus. Udover Miley, har han yderligere 5 børn,Noah Cyrus, Trace Cyrus, Brandi Glenn Cyrus, Braison Cyrus og Christopher Cody Cyrus.